# Gourdou-Leseurre
Gourdou-Leseurre était un constructeur aéronautique français, dont les principaux concepteurs étaient Charles Édouard Pierre Gourdou et Jean Adolphe Leseurre.

## Historique
La société a été active entre 1917 et 1934.
De 1925 à 1928, Gourdou-Leseurre fut filiale d'un chantier de construction navale : Les Ateliers et Chantiers de la Loire. Les appareils construits par l'entreprise pendant ces 3 années portèrent le préfixe LGL.

## Appareils
- Gourdou-Leseurre Type A (en)
- Gourdou-Leseurre Type B (en)
- Gourdou-Leseurre GL.21 (en)
- Gourdou-Leseurre GL.22 (en)
- Gourdou-Leseurre GL.23 (en)
- Gourdou-Leseurre GL.30
- Gourdou-Leseurre GL.31
- Gourdou-Leseurre LGL-32
- Gourdou-Leseurre GL-33
- Gourdou-Leseurre GL-341
- Gourdou-Leseurre GL-351
- Gourdou-Leseurre GL-40
- Gourdou-Leseurre GL-430
- Gourdou-Leseurre GL-432
- Gourdou-Leseurre GL-450
- Gourdou-Leseurre GL-482
- Gourdou-Leseurre GL-50 (en)
- Gourdou-Leseurre GL-51 (en)
- Gourdou-Leseurre GL-521
- Gourdou-Leseurre GL-633
- Gourdou-Leseurre GL-810 HY
- Gourdou-Leseurre GL-811 HY
- Gourdou-Leseurre GL-812 HY
- Gourdou-Leseurre GL-813 HY
- Gourdou-Leseurre GL-820 HY
- Gourdou-Leseurre GL-821 HY
- Gourdou-Leseurre GL-821 HY 02
- Gourdou-Leseurre GL-831 HY
- Gourdou-Leseurre GL-832 HY
- Gourdou G.120 Hy